# Sint-Martens-Latem
Sint-Martens-Latem, in de streek vaak afgekort tot Latem, is een plaats en gemeente in de Belgische provincie Oost-Vlaanderen. De gemeente is gelegen aan de Leie en telt ruim 8.000 inwoners, die Latemnaars worden genoemd.
De gemeente wordt een 'kunstenaarsgemeente' genoemd (zie ook schildersdorp), omdat vele kunstenaars er hun inspiratie vonden langs de oevers van de Leie. Tegenwoordig is de gemeente echter bekender om zijn weelderige villa's; Sint-Martens-Latem geldt als een van de meest welgestelde gemeenten van België.

## Deelgemeenten
Sint-Martens-Latem bestaat uit twee deelgemeenten: Sint-Martens-Latem zelf en Deurle. De laatste jaren zijn deze kernen door de aangroei van de residentiële woonwijken steeds meer vergroeid geraakt, al moet hierbij vermeld worden dat deze residentiële woonwijken een lage bevolkingsdichtheid hebben en er dus nog steeds sprake kan zijn van twee duidelijke kernen.
In tegenstelling tot de meeste andere fusiegemeenten is de band tussen beide deelgemeenten geen kunstmatige uitvinding uit de jaren 70. Reeds in 1804 stelde Emmanuel Papeleu, die toen burgemeester van zowel Deurle als Latem was, een grenscorrectie tussen Sint-Martens-Leerne en Deurle voor, en indien dit niet haalbaar zou zijn, wilde hij dat Deurle en Sint-Martens-Latem zouden worden samengevoegd. Zowel de grenswijziging met Sint-Martens-Leerne als de samenvoeging van Latem en Deurle gingen toen echter niet door.
De gemeente Sint-Martens-Latem grenst aan volgende deelgemeenten (de letters verwijzen naar de kaart onderaan):
- a. Drongen (Gent)
- b. Afsnee (Gent)
- c. Sint-Denijs-Westrem (Gent)
- d. De Pinte
- e. Nazareth
- f. Astene (Deinze)
- g. Bachte-Maria-Leerne (Deinze)
- h. Sint-Martens-Leerne (Deinze)

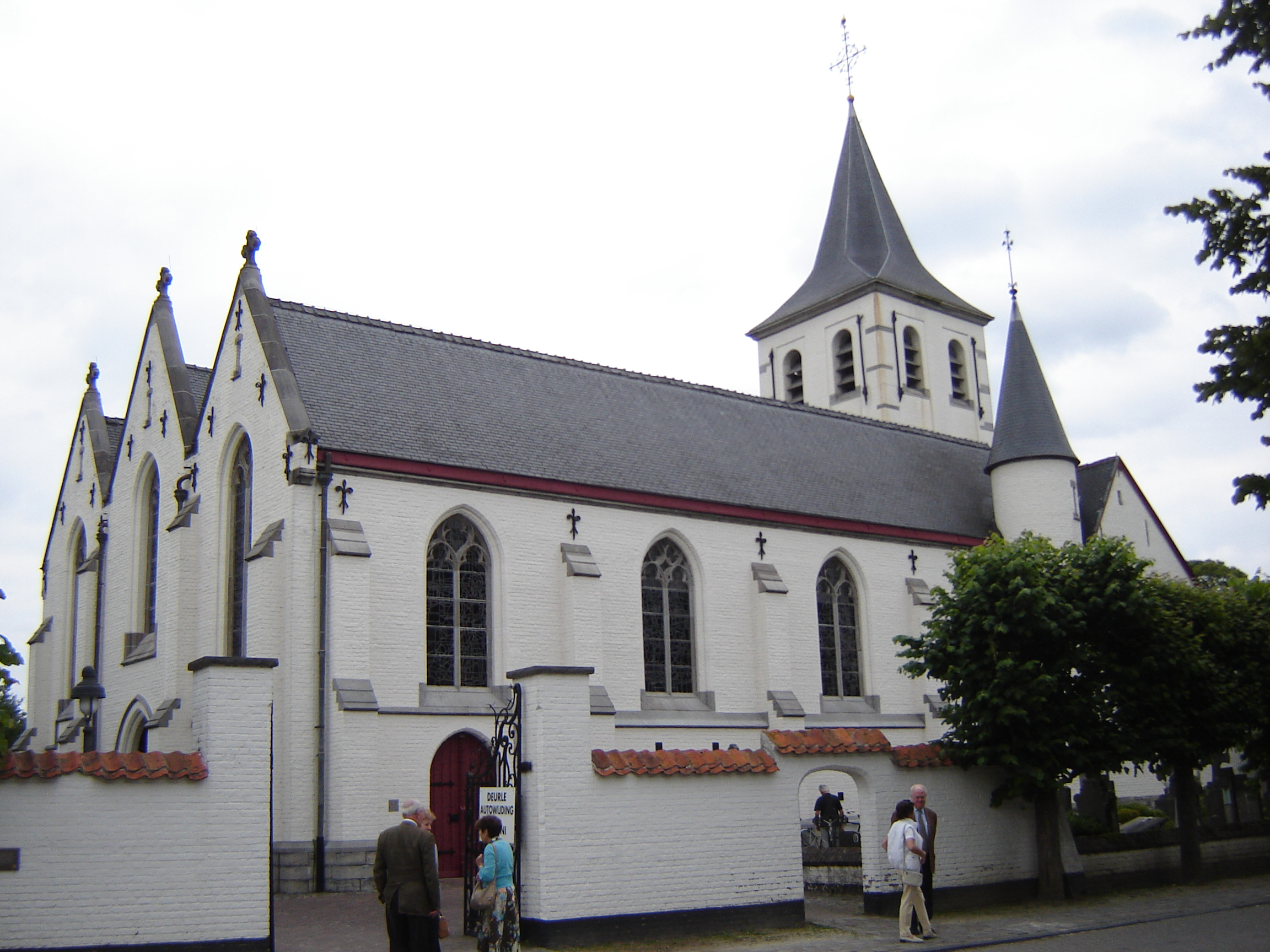
De Sint-Martinuskerk
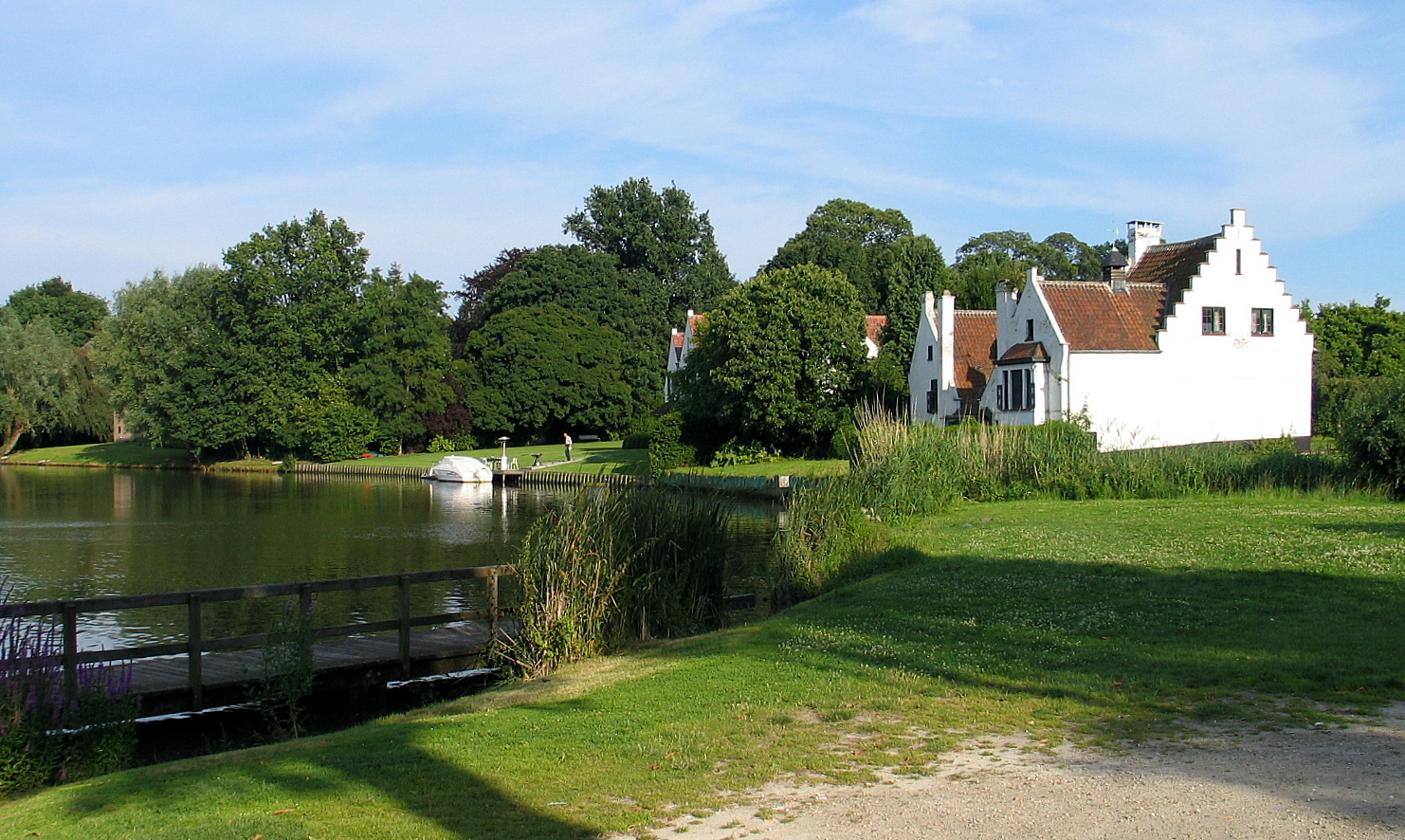
Leiebocht in Sint-Martens-Latem met het Tempelhof
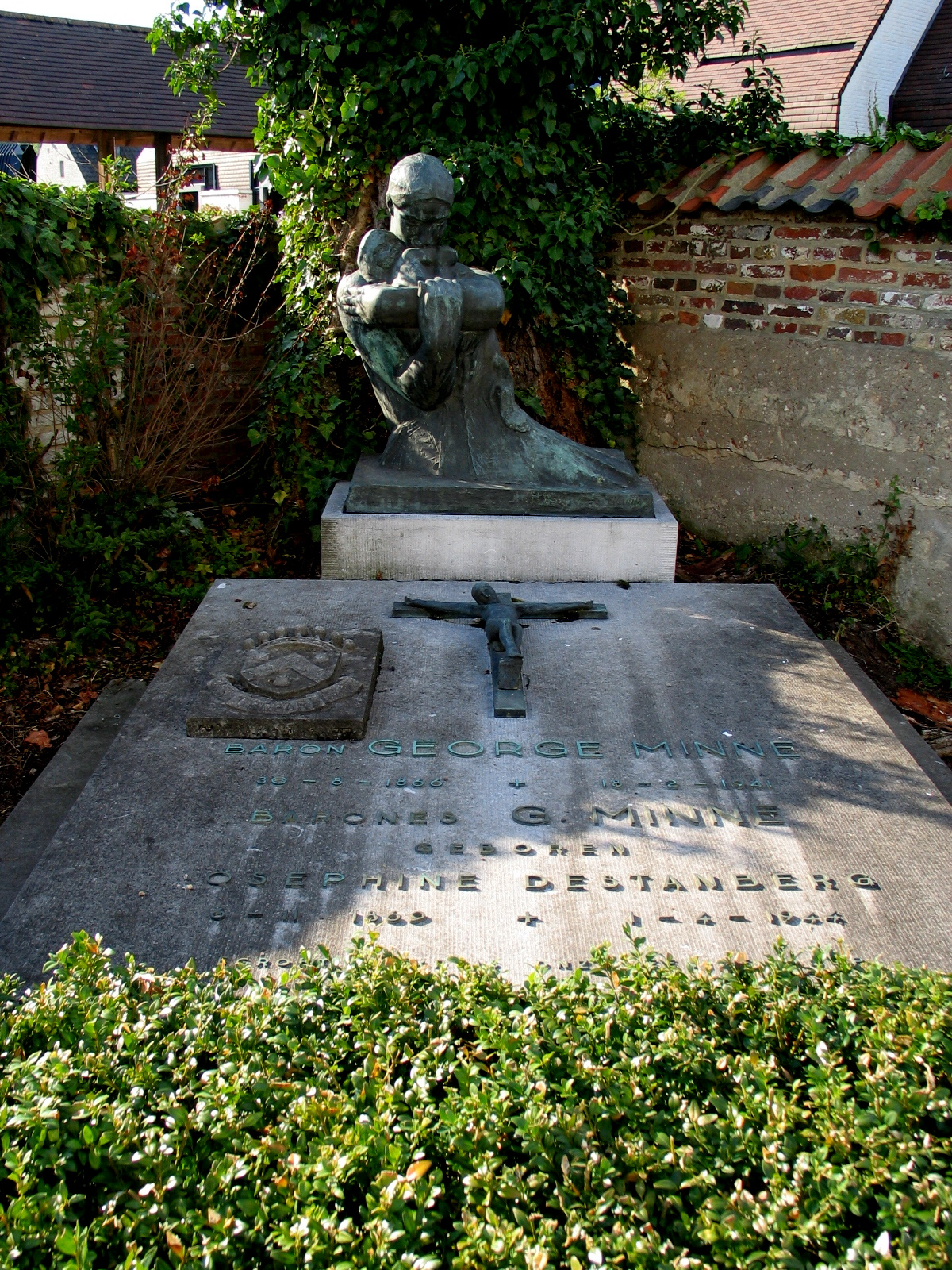
Het graf van George Minne te Sint-Martens-Latem
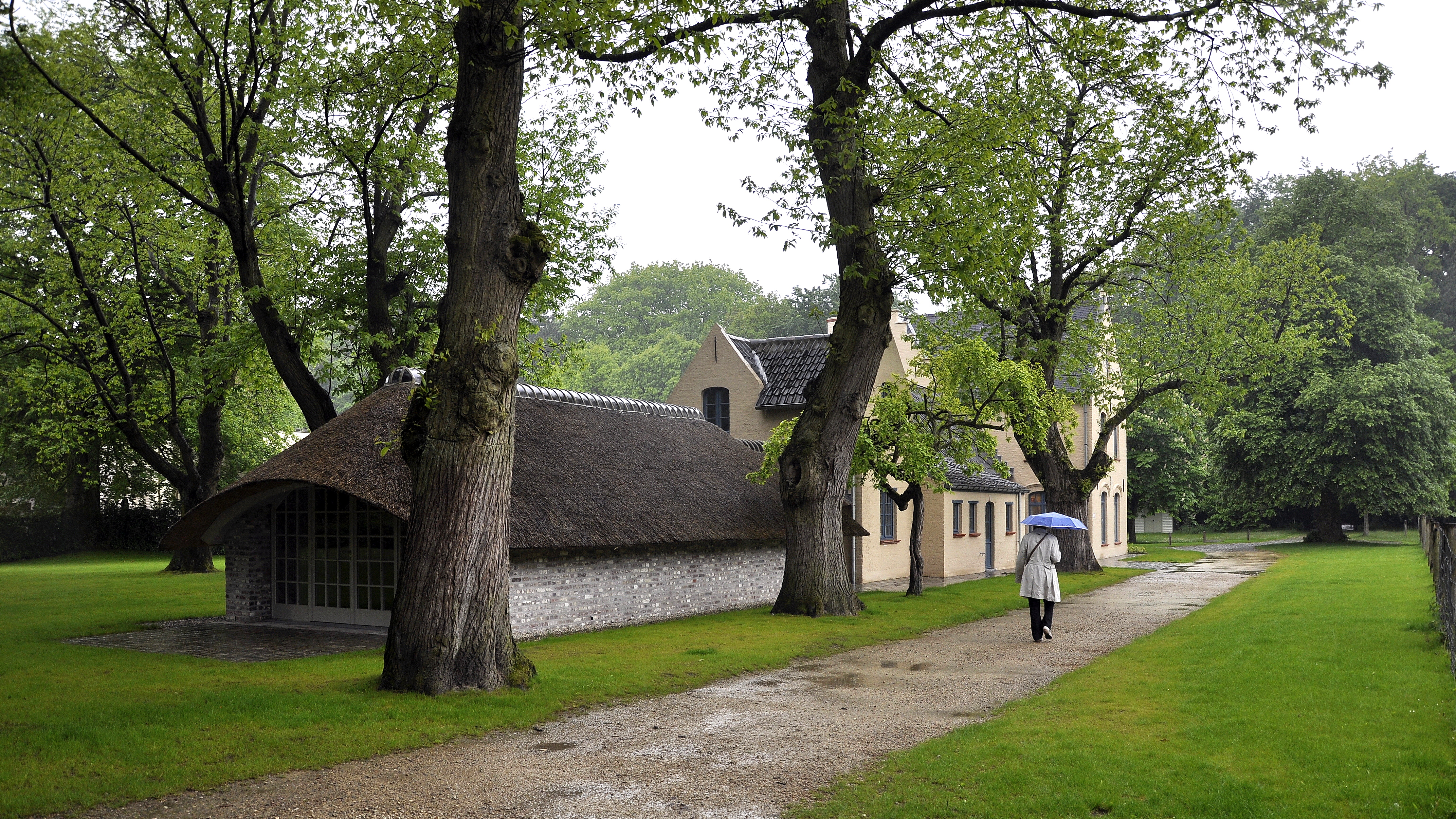
Het Museum Gevaert-Minne
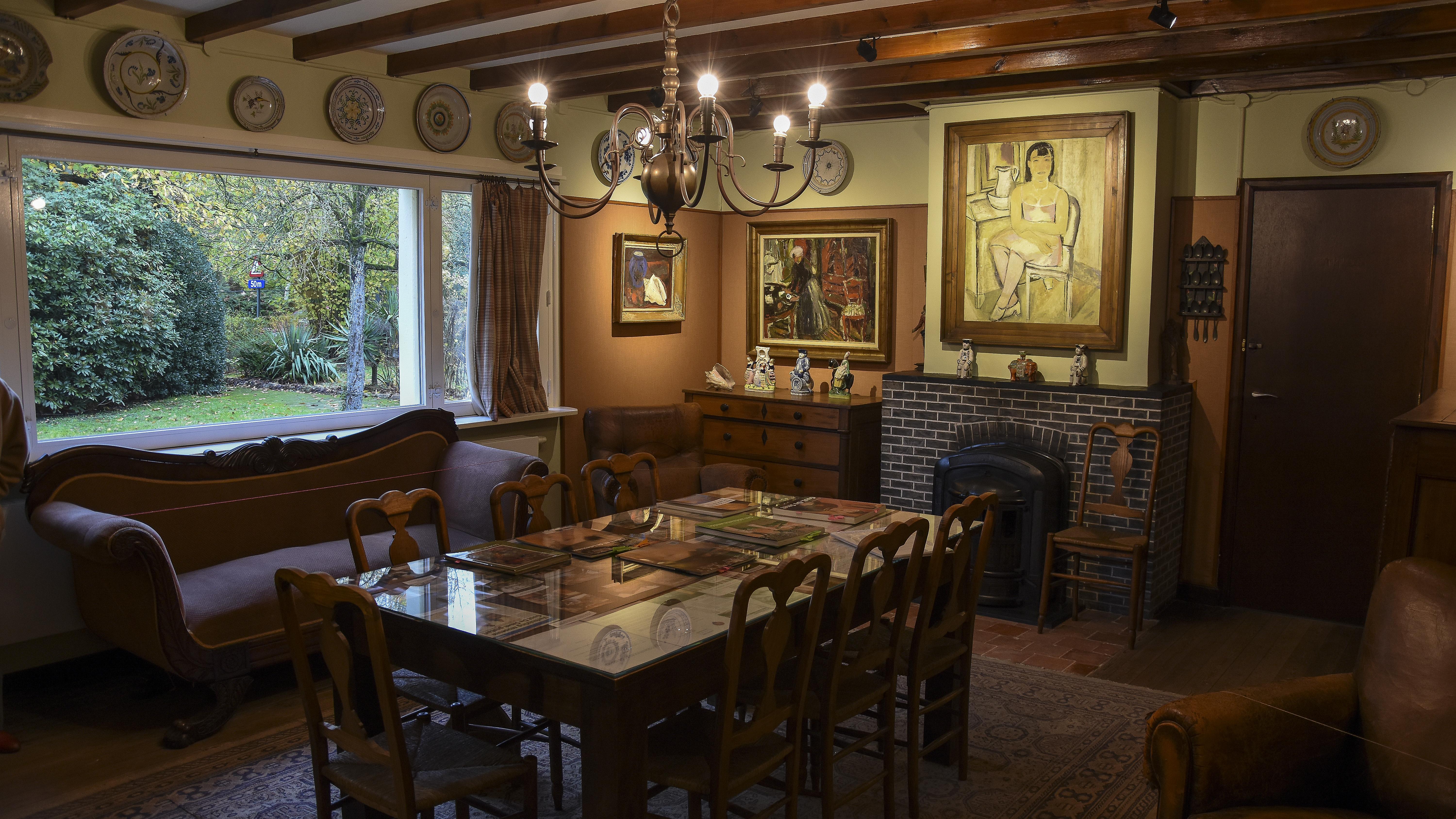
Het Museum Gust De Smet in Deurle

### Tabel
|   | Naam                   | Opp. (km²) | Inwoners (2020) | Inwoners per km² | NIS-code |
| - | ---------------------- | ---------- | --------------- | ---------------- | -------- |
| 1 | Sint-Martens-Latem (I) | 8,98       | 5.872           | 654              | 44064A   |
| 2 | Deurle (II)            | 5,48       | 2.493           | 455              | 44064B   |

## Bezienswaardigheden
- De Sint-Martinuskerk en de dorpskern werden reeds in 1983 als monument en dorpsgezicht geklasseerd.
- Het vroegere Latemse gemeentehuis, met zijn vermaarde Artiestenzolder, werd in 1939 opgetrokken.
- De Latemse Molen.
- Het Torenhuis aan de Baarle-Frankrijkstraat
- Diverse villa's en kunstenaarswoningen
- Voor bezienswaardigheden in Deurle, dat bekend staat als het mooiste dorp van Oost-Vlaanderen, zie Deurle.

## Natuur en landschap
Sint-Martens-Latem ligt aan de Leie op een hoogte van 8-10 meter. De rivierduinen kunnen een hoogte tot 20 meter bereiken.  Langs de Leie ligt natuurgebied de Latemse meersen.

## Demografie

### Demografische evolutie voor de fusie
- Bron:NIS - Opm:1831 t/m 1970=volkstellingen op 31 december; 1976= inwonertal per 31 december

### Demografische ontwikkeling van de fusiegemeente
Alle historische gegevens hebben betrekking op de huidige gemeente, inclusief deelgemeenten, zoals ontstaan na de fusie van 1 januari 1977.
- Bronnen:NIS, Opm:1831 tot en met 1981=volkstellingen; 1990 en later= inwonertal op 1 januari

| Inwoners van jaar tot jaar op 1 januari 1992 tot heden | Inwoners van jaar tot jaar op 1 januari 1992 tot heden | Inwoners van jaar tot jaar op 1 januari 1992 tot heden |
| jaar                                                   | Aantal                                                 | Evolutie: 1992=index 100                               |
| ------------------------------------------------------ | ------------------------------------------------------ | ------------------------------------------------------ |
| 1992                                                   | 8.255                                                  | 100,0                                                  |
| 1993                                                   | 8.282                                                  | 100,3                                                  |
| 1994                                                   | 8.239                                                  | 99,8                                                   |
| 1995                                                   | 8.183                                                  | 99,1                                                   |
| 1996                                                   | 8.203                                                  | 99,4                                                   |
| 1997                                                   | 8.246                                                  | 99,9                                                   |
| 1998                                                   | 8.380                                                  | 101,5                                                  |
| 1999                                                   | 8.349                                                  | 101,1                                                  |
| 2000                                                   | 8.314                                                  | 100,7                                                  |
| 2001                                                   | 8.372                                                  | 101,4                                                  |
| 2002                                                   | 8.372                                                  | 101,4                                                  |
| 2003                                                   | 8.350                                                  | 101,2                                                  |
| 2004                                                   | 8.332                                                  | 100,9                                                  |
| 2005                                                   | 8.276                                                  | 100,3                                                  |
| 2006                                                   | 8.280                                                  | 100,3                                                  |
| 2007                                                   | 8.256                                                  | 100,0                                                  |
| 2008                                                   | 8.251                                                  | 100,0                                                  |
| 2009                                                   | 8.228                                                  | 99,7                                                   |
| 2010                                                   | 8.326                                                  | 100,9                                                  |
| 2011                                                   | 8.378                                                  | 101,5                                                  |
| 2012                                                   | 8.378                                                  | 101,5                                                  |
| 2013                                                   | 8.417                                                  | 102,0                                                  |
| 2014                                                   | 8.439                                                  | 102,2                                                  |
| 2015                                                   | 8.494                                                  | 102,9                                                  |
| 2016                                                   | 8.517                                                  | 103,2                                                  |
| 2017                                                   | 8.501                                                  | 103,0                                                  |
| 2018                                                   | 8.468                                                  | 102,6                                                  |
| 2019                                                   | 8.392                                                  | 101,7                                                  |
| 2020                                                   | 8.365                                                  | 101,3                                                  |
| 2021                                                   | 8.285                                                  | 100,4                                                  |
| 2022                                                   | 8.263                                                  | 100,1                                                  |
| 2023                                                   | 8.257                                                  | 100,0                                                  |
| 2024                                                   | 8.208                                                  | 99,4                                                   |
| 2025                                                   | 8.149                                                  | 98,7                                                   |

## Cultuur
Sint-Martens-Latem is de wieg van het Vlaamse expressionisme, met beoefenaars als onder andere Albijn Van den Abeele, George Minne, Valerius de Saedeleer, Gustave Van de Woestijne, Albert Servaes, Jules de Praetere, Alfons Dessenis en Frits Van den Berghe, die behoorden tot de Latemse Schildersgroep, soms abusievelijk Latemse Scholen genoemd. Na hen ontstond de tweede Latemse groep: Frits van den Berghe, Gustave de Smet, Constant Permeke, Albert Saverys, Jules De Sutter, Edgar Tijtgat, en anderen. Later behoorden Fons Roggeman, Martin Wallaert, Luc-Peter Crombé, Joe Van Rossem, Chris Pots, Jef Wauters en Lea Vanderstraeten tot de vierde generatie van de Latemse Schilders.
In 1994 kocht het gemeentebestuur van Sint-Martens-Latem het huis van Edgar Gevaert en zijn echtgenote Marie Minne, dochter van George Minne. Het werd de locatie voor het Museum Gevaert-Minne waarin werken van de kunstenaars van de Latemse Scholen worden tentoongesteld.

## Politiek

### Burgemeesters
- 1869-1876: Albijn Van den Abeele
- 1965-1980: Raf Van den Abeele (Welzijn)
- 1980-2000: Bob Van Hooland (Welzijn)
- 2000-2012: Freddy Vanmassenhove (VLD)
- 2013-2023: Agnes Lannoo (Welzijn)
- 2023-heden: Pieter Vanderheyden

#### 2013-2018
Burgemeester is Agnes Lannoo-Van Wanseele (Welzijn). Zij leidt een coalitie bestaande uit Welzijn, Samen en N-VA. Samen vormen ze de meerderheid met 14 op 19 zetels.

#### 2019-2024
Welzijn heeft een absolute meerderheid met 10 op 19 zetels. Burgemeester blijft Agnes Lannoo-Van Wanseele (Welzijn). Zij wordt in 2023 als burgemeester opgevolgd door Pieter Vanderheyden.

#### 2024-2030
Pieter Vanderheyden van Welzijn bleef burgemeester van Sint-Martens-Latem. De partij Welzijn had geen meerderheid meer en verruimde daarom het bestuur met N-VA. De twee partijen vormen een meerderheid met 12 op 19 zetels.

### Resultaten gemeenteraadsverkiezingen sinds 1976
| Partij                                            | 10-10-1976 | 10-10-1976 | 10-10-1982 | 10-10-1982 | 9-10-1988 | 9-10-1988 | 9-10-1994 | 9-10-1994 | 8-10-2000 | 8-10-2000 | 8-10-2006 | 8-10-2006 | 14-10-2012 | 14-10-2012 | 14-10-2018 | 14-10-2018 | 13-10-2024 | 13-10-2024 |
| Stemmen / Zetels                                  | %          | 17         | %          | 19         | %         | 19        | %         | 19        | %         | 19        | %         | 19        | %          | 19         | %          | 19         | %          | 19         |
| ------------------------------------------------- | ---------- | ---------- | ---------- | ---------- | --------- | --------- | --------- | --------- | --------- | --------- | --------- | --------- | ---------- | ---------- | ---------- | ---------- | ---------- | ---------- |
| Welzijn761/ Welzijn2                              | 38,521     | 8          | 60,682     | 12         | 50,672    | 11        | 44,02     | 10        | 40,332    | 8         | 37,272    | 8         | 36,822     | 8          | 47,72      | 10         | 44,32      | 9          |
| SP1/ Groen Progressief en Sociaal2                | -          |            | 8,721      | 1          | 6,91      | 0         | 4,911     | 0         | -         |           | 31,53A    | 6         | 5,792      | 0          | -          |            | -          |            |
| PVV1/ VLD2/ VLDplusA/ Voor Latem en Deurle3/ LEFC | -          |            | 30,61      | 6          | 37,531    | 8         | 35,172    | 7         | 44,952    | 9         | 31,53A    | 6         | 23,353     | 5          | 25,33      | 4          | 34,8C      | 7          |
| Deurle Latem                                      | -          |            | -          |            | -         |           | 15,92     | 2         | 14,72     | 2         | 31,53A    | 6         | 23,353     | 5          | 25,33      | 4          | 34,8C      | 7          |
| SAMEN1/ SAMEN N-VAB/ LEFC                         | -          |            | -          |            | -         |           | -         |           | -         |           | 26,021    | 5         | 19,141     | 4          | 27,0B      | 5(°°)      | 34,8C      | 7          |
| N-VA1/ SAMEN N-VAB                                | -          |            | -          |            | -         |           | -         |           | -         |           | -         |           | 14,891     | 2          | 27,0B      | 5(°°)      | 20,81      | 3          |
| Centr L                                           | 32,18      | 6          | -          |            | -         |           | -         |           | -         |           | -         |           | -          |            | -          |            | -          |            |
| Groen                                             | 16,99      | 2          | -          |            | -         |           | -         |           | -         |           | -         |           | -          |            | -          |            | -          |            |
| CVP                                               | 12,3       | 1          | -          |            | -         |           | -         |           | -         |           | -         |           | -          |            | -          |            | -          |            |
| Vlaams Belang                                     | -          |            | -          |            | -         |           | -         |           | -         |           | 5,19      | 0         | -          |            | -          |            | -          |            |
| Open LD                                           | -          |            | -          |            | 4,9       | 0         | -         |           | -         |           | -         |           | -          |            | -          |            | -          |            |
| Totaal stemmen                                    | 4543       | 4543       | 5269       | 5269       | 5700      | 5700      | 5951      | 5951      | 6204      | 6204      | 6295      | 6295      | 6330       | 6330       | 6332       | 6332       | 4576       | 4576       |
| Opkomst %                                         |            |            |            |            | 95,45     | 95,45     | 94,4      | 94,4      | 95,08     | 95,08     | 96,59     | 96,59     | 94,87      | 94,87      | 94,0       | 94,0       | 70,7       | 70,7       |
| Blanco en ongeldig %                              | 2,47       | 2,47       | 2,51       | 2,51       | 2,3       | 2,3       | 2,47      | 2,47      | 2,00      | 2,00      | 2,00      | 2,00      | 2,53       | 2,53       | 2,9        | 2,9        | 1,0        | 1,0        |

De zetels van de gevormde coalitie staan vetjes afgedrukt. De grootste partij is in kleur.

## Sport en recreatie
- Het 39 hectare grote golfterrein uit 1909 heette oorspronkelijk Les Buttes Blanches, maar met de taalwet heeft men de naam moeten veranderen in Royal Latem Golf Club. De aanleg van dit terrein veranderde het oorspronkelijke landschap van Sint-Martens-Latem enigszins.

## Bekende inwoners
- Albijn Van den Abeele (1835-1918), schilder
- George Minne (1866-1941), tekenaar en beeldhouwer
- Valerius De Saedeleer (1867-1941), schilder
- Gustaaf De Smet (1877-1943), schilder
- Karel van de Woestijne (1878-1929), schrijver
- Edgard Tytgat (1879-1957), schilder
- Gustave Van de Woestyne (1881-1947), schilder
- Frits Van den Berghe (1883-1939), schilder
- Albert Servaes (1883-1966), schilder
- Albert Saverys (1886-1964), schilder
- Constant Permeke (1886-1952), schilder
- Edgar Gevaert (1891-1965), schilder
- Richard Minne (1891-1965), dichter
- Evarist De Buck (1892-1974), schilder
- Jules De Sutter (1895-1970), schilder
- Raf Van den Abeele (1918-2008), historicus, heemkundige en burgemeester
- Luc-Peter Crombé (1920-2005), schilder
- Henri Loos (1922-2003), ondernemer, rallyrijder, journalist en avonturier
- Jef Wauters (1927-2013), schilder
- Joe Van Rossem (1940-2004), schilder
- Dimitri Casteleyn (1966), auteur
- Gideon Kiefer (1970), beeldend kunstenaar

## Nabijgelegen kernen
Sint-Denijs-Westrem, De Pinte, Afsnee, Deurle